# Oussama Benhassine
Oussama Benhassine (en arabe : أسامة بن حسين), né en 1983 à Constantine, est un scénariste algérien de télévision et de cinéma.

## Biographie
Un scénariste algérien de 41 ans, il a écrit pour diverses chaînes de télévision algériennes depuis 2008, y compris les célèbres séries "Djemai Family" et "Ain El Djenna". Récemment, il est passé à la réalisation avec son premier film, "Desert Rose," qu'il a également écrit, centré sur les jours précédant le premier essai nucléaire français dans le Sahara algérien en 1960.

## Filmographie

### Séries télévisées
- 2008-2011 : Djemai Family (Sitcom, 3 saisons, Télévision algérienne)[1][source insuffisante]
- 2012-2014 : Caméra café Dz  (Sitcom "Salakli qahwa", 2 saisons, Télévision algérienne)
- 2015 : Ki Nssa Ki Rdjel (Sitcom, Télévision algérienne)
- 2015 : Madame Chibania (Sitcom, Télévision algérienne)
- 2016 : La famille (Web Série)
- 2017 : Machi Sahel (Série Tv, Télévision algérienne)
- 2023 : Ain El Djenna (Série TV, Télévision algérienne)

### Cinéma
- 2023 : Desert rose (court-métrage, scénario et réalisation, produit par CADC)